# Cogeco Média
Cogeco Média (précédemment Radiomutuel et Télémédia devenue Radiomédia, Corus Québec, Cogeco Diffusion), est un réseau de stations de radio AM et FM qui dessert une grande partie du Québec.

## Histoire

### Radiomédia
Après un très fort recul de l'audience des stations sur la bande AM notamment pour CKAC et CJMS dont le recul est de près de 20 % de parts de marché pour CKAC et de 31 % pour CJMS, les groupes Télémédia et Radiomutuel entament des discussions pour une mutualisation le 30 septembre 1994. À l'issue des discussions, l'entente conclue est de fermer les stations AM les plus faibles dans leurs marchés respectifs.
Ces accords se font non sans dommages, appelé le vendredi noir le 30 septembre 1994. CJMS 1280 à Montréal (Radiomutuel), CJRP 1060 à Québec (Radiomutuel), CKCH 970 à Gatineau (Télémédia), CJRS 1510 à Sherbrooke (Radiomutuel), CJTR 1140 à Trois-Rivières (Radiomutuel), CJMT 1420 à Chicoutimi (Télémédia) sont fermés, CHLT fut épargné, mais resta la propriété de Télémédia. Ici, les stations qui avaient le meilleur signal ont survécu à la fermeture.
Le nouveau groupe Radiomédia est créé, détenu à parts égales entre Radiomutuel et Télémédia.
Le 2 septembre 1999, Astral Media rachète l'ensemble du réseau Radiomutuel alors détenu à 50 % par Télémédia et 50 % par Astral Radio après l'accord du CRTC.
En 2002, Astral Radio rachète les parts restantes de Télémédia, incluant CHLT, mais les règles imposées par le Bureau de la concurrence obligent Astral à vendre ses stations AM pour diminuer les effets de la concentration des médias.

### Corus Québec
Après deux tentatives échouées, le CRTC approuve le 21 janvier 2005, l'échange des stations de radio AM d'Astral Radio avec certaines radios FM de Corus Entertainment qui prend effet en mai 2005. Radiomédia est alors renommé Corus Québec. CKAC voit sa salle de nouvelles fermée pour adopter un format sport et santé puis avec un contenu 100 % sport. CKTS 900 à Sherbrooke est fermé le 19 novembre 2006.
En 2007, le président de la compagnie, Pierre Arcand, annonce qu'il est candidat pour le PLQ de Jean Charest. Le 29 janvier 2010, la station de nouvelles en continu CINF (Info690) ainsi que CINW 940 à Montréal sont fermées. Corus Entertainment trouvait que les deux stations n'étaient plus viables.

### Cogeco Média
Le 30 avril 2010, Corus Entertainment annonce la conclusion d'une entente avec Cogeco pour la vente de ses stations de radio Corus Québec. La transaction s'élève à 80 millions de dollars. Elle est approuvée par le CRTC le 17 décembre 2010,. La conclusion de la vente a eu lieu le 1er février 2011. Cette vente donne lieu à la création d'une nouvelle filiale, Cogeco Diffusion.
Comme condition d'achat, CFEL-FM (CKOI) et CJEC-FM (Rythme FM) à Québec ainsi que CJTS-FM (Souvenirs Garantis) à Sherbrooke devront être vendus d'ici le 16 décembre 2011. Peu après l'acquisition, Cogeco intègre CIME-FM de Saint-Jérôme au réseau Rythme FM, et malgré le fait que le signal de Montréal couvre déjà la région, CIME produit beaucoup de contenu local.
Le 9 novembre 2011, la famille Leclerc a annoncé son intention d'acquérir les stations CFEL-FM 102,1 (CKOI) et CJEC-FM 91,9 (Rythme FM). L'officialisation de la vente est annoncée le 30 novembre 2011 et est approuvée le 30 janvier 2012 par le CRTC.
Faute de trouver un acheteur, CJTS-FM a fermé ses portes le 6 décembre 2011 à midi. Le 12 décembre 2011, l'Agence QMI affirme que le Groupe TVA a fait une offre en octobre dernier à Cogeco pour l'acquisition de CJTS-FM alors que Cogeco affirmait dans son communiqué ne pas avoir reçu d'offre.
Le 5 janvier 2016, Cogeco Diffusion annonce la vente de Cogeco Métromédia (filiale d'affichage publicitaire) à Bell Média, propriétaire d'Astral Affichage,, Le montant de la transaction n'a pas été dévoilé.
En janvier 2016, Cogeco Diffusion actualise son nom et devient Cogeco Média.
Le 26 avril 2018, Cogeco Média annonce une entente visant à acquérir dix stations de radio régionales québécoises appartenant à RNC Media, pour une valeur totale de 18,5 millions de dollars. La vente est approuvée par le CRTC le 11 octobre 2018,. La finalisation de la transaction est annoncée le 26 novembre 2018.
Le 6 mai 2021, Arsenal Media et Cogeco Média annoncent la conclusion d'une entente entre les deux entreprises. Celle-ci ferait que Cogeco Média deviendrait propriétaire de la station CILM-FM située au Saguenay-Lac-Saint-Jean. Cogeco vendrait à Arsenal, ses stations situées en Abitibi-Témiscamingue qui sont actuellement sous les bannières Capitale Rock et WOW (CHGO-FM, CJGO-FM, CJGO-FM-1 et CHOA-FM). Conditionnelle à l'approbation du CRTC, celle-ci vient le 24 mars 2022,.

### Identité visuelle (logotype)

Logo de Radiomédia jusqu'en 2005.
Logo de Corus Québec jusqu'en 2010.
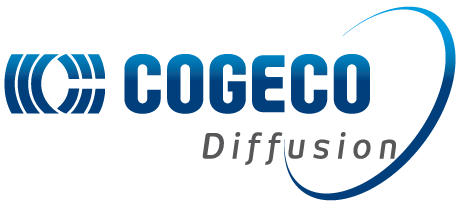
Logo de Cogeco Diffusion (2010-2016)
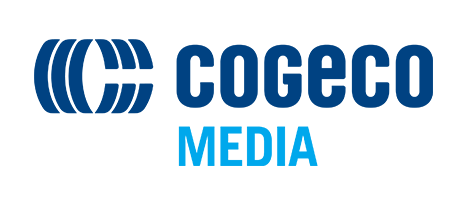
Logo de Cogeco Média depuis janvier 2016.

## Stations de radio détenues par Cogeco Média
- Rythme FM
  - CFGL-FM - 105,7 à Montréal
  - CJEB-FM - 100,1 à Trois-Rivières
  - CFGE-FM - 93,7 à Sherbrooke et 98,1 à Magog
  - CFOM-FM - 102,9 à Québec
  - CILM-FM - 98,3 à Saguenay
  - CHLX-FM - 97,1 à Gatineau (Station affilié au réseau Rythme appartenant à RNC Media
- CIME
  - CIME-FM - 103,9 à Saint-Jérôme et 101,3 à Mont-Tremblant
  - CJLA-FM - 104,9 à Lachute
  - CHPR-FM - 102,1 à Hawkesbury
- Planète
  - CKXO-FM - 93,5 à Chibougamau
  - CHRL-FM - 99,5 à Roberval
  - CHVD-FM - 100,3 à Dolbeau-Mistassini
  - CFGT-FM - 104,5 à Alma
- FM Parlé
  - CJMF-FM - 93,3 à Québec
  - CHMP-FM - 98,5 à Montréal
  - CKOF-FM - 104,7 à Gatineau
  - CKOB-FM - 106,9 à Trois-Rivières
  - CKOY-FM - 107,7 à Sherbrooke
  - CKYK-FM - 95,7 KYK à Saguenay
- Autres stations :
  - CKAC - Radio Circulation 730 AM à Montréal (anciennement CKAC Sports 730)
  - CKOI-FM - 96,9 CKOI à Montréal
  - CKBE-FM - The Beat 92,5 à Montréal (anglophone) (anciennement The Q)

## Filiales
- Cogeco Nouvelles : Agence de nouvelles créée en 2011 à la suite de l'acquisition des stations de Corus Entertainment[27]. Elle fournit les treize stations du groupe et quarante stations indépendantes si on se fie au site internet de Cogeco Média.
- Cogeco Force Radio : Filiale publicitaire